# Searlesite
La searlesite è un minerale.